# Australske dyr
Australske dyr er en dokumentarfilm fra 1954 instrueret af Hakon Mielche.

## Handling
I Australien findes de mest primitive pattedyr, der kendes samt de særlige fugle, som er dårlige flyvere eller har mistet flyveevnen. Vi præsenteres for emu, kasuar, latterfugl, næbdyr, opossum, koala og kænguru.